# معماری مسکونی سنتی ایرانی

خانه لاری‌ها در یزد

معماری مسکونی سنتی ایرانی، معماری است که سازندگان و صنعتگران در ایران بزرگ و نواحی پیرامون آن برای ساخت خانه‌ها از آن استفاده می‌کنند. این هنر برگرفته از فرهنگ‌ها و عناصر مختلف از دوران اسلامی و پیش از اسلام است.

## عناصر
- تالار
- ایوان
- دالان
- بادگیر
- کاریز
- گنبد
- باغ
- شبستان
- کوچه
- پنج‌دری
- هشتی
- اندرونی
- بیرونی
- آب‌انبار
- یخچال
- حوض